# Hưng Thành, Hưng Nguyên
Hưng Thành là một xã thuộc huyện Hưng Nguyên, tỉnh Nghệ An, Việt Nam.

## Địa lý
Xã Hưng Thành nằm ở phía nam huyện Hưng Nguyên, có vị trí địa lý:
- Phía đông giáp xã Châu Nhân
- Phía tây giáp xã Xuân Lam
- Phía nam giáp tỉnh Hà Tĩnh
- Phía bắc giáp xã Hưng Nghĩa.

Xã Hưng Thành có diện tích 7,50 km², dân số năm 2018 là 4.500 người, mật độ dân số đạt 600 người/km².

## Lịch sử
Địa bàn xã Hưng Thành hiện nay trước đây vốn là hai xã Hưng Khánh và Hưng Phú thuộc huyện Hưng Nguyên.
Trước khi sáp nhập, xã Hưng Phú có diện tích 4,30 km², dân số là 2.800 người, mật độ dân số đạt 651 người/km². Xã Hưng Khánh có diện tích 3,20 km², dân số là 1.700 người, mật độ dân số đạt 531 người/km².
Ngày 17 tháng 12 năm 2019, Ủy ban Thường vụ Quốc hội ban hành Nghị quyết 831/NQ-UBTVQH14 về việc sắp xếp các đơn vị hành chính cấp xã thuộc tỉnh Nghệ An (nghị quyết có hiệu lực từ ngày 1 tháng 1 năm 2020). Theo đó, sáp nhập toàn bộ diện tích và dân số của hai xã Hưng Phú và Hưng Khánh thành xã Hưng Thành.